# Adam Giles

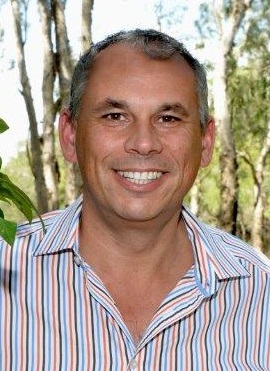
Adam Giles (2015)

Adam Graham Giles (* 10. April 1973 in den Blue Mountains in New South Wales, Australien) ist ein ehemaliger australischer Politiker, Minister und Chief Minister im Northern Territory. Er wird den liberalkonservativen Politikern Australiens zugerechnet. Nach dem Ende seiner politischen Karriere im Jahr 2016 tritt Giles seit dem Mai 2018 einmal wöchentlich als Fernsehmoderator in einer eigenen Fernsehshow auf. Dort zeigte er ein unkritisches Verhalten gegenüber rechten Auffassungen, als er einem rechtsradikalen Meinungsführer in Australien zu einem Medienauftritt verhalf (siehe unten zur Medienkarriere).
Adam Giles kandidierte zunächst für die Liberal Party of Australia und später für die Country Liberal Party. Für die Country Liberal Party war er nicht nur deren Vorsitzender, sondern kam ins Amt als Chief Minister des Northern Territory und Mitglied des Northern Territory Legislative Assembly. Er war erste Aborigine, der das höchste Regierungsamt in einem australischen Territory bekleiden konnte.

## Frühes Leben
Adam Giles wurde als Adam Graham Romer geboren. Seine Mutter war eine Britin und sein Vater gehörte dem Stamm der Aborigines der Kamilaroi an. Sein Vater kam bei einem Arbeitsunfall ums Leben, und als seine Mutter erneut heiratete, nahm er den Namen seines Stiefvaters an.
Zur Schule ging er an der Mount Riverview Public School und Blaxland High School. Ab dem Alter von 12 Jahren arbeitete er an Wochenenden in verschiedenen Jobs, darunter einer Bäckerei, Metzgerei und lieferte Pizza sowie chinesisches Essen aus.
Giles studierte an keiner Universität, sondern erlernte Rechnungswesen und Immobilienwirtschaft nach der High School. Erste Erfahrungen in der Immobilienwirtschaft sammelte er in Parramatta, danach arbeitete im öffentlichen Dienst im Ministerium für Liegenschaften und Hausverwaltung von New South Wales und war für die Aboriginal and Torres Strait Islander Commission (ATSIC) zuständig. Des Weiteren arbeitete er als Berater für Sozial- und Wirtschaftspolitik beim Department of the Prime Minister and Cabinet (deutsch: Ministerium für den Premierminister und das Kabinett).

## Politische Karriere
Für die Liberal Party of Australia kandidierte er 2004 im Wahlkreis Fraser in Australian Capital Territory anlässlich der Parlamentswahl in Australien 2004 ohne Erfolg. Danach ließ er sich mit seiner zweiten Frau und Tochter in Alice Springs im Northern Territory nieder.
2007 kandidierte er im Wahlkreis Lingiari für die Country Liberal Party und unterlag. 2008 gewann im Wahlkreis Braitling einen Sitz im Northern Territory Legislative Assembly und wurde im Jahr 2012 Minister für Transport ernannt. 2013 kam es zur Abwahl des Chief Ministers Terry Mills, als dieser auf einer Japanreise war und er wurde am 14. März 2014 zum Chief Minister ernannt. Auf die Frage, ob er sich als indigener Chief Minister verstehe, antwortete er, dass er ein Chief Minister für alle sei.
Giles wurde im Jahr 2015 von seiner eigenen Partei abgewählt und bei der Wahl zum Northern Territory Legislative Assembly im Jahr 2016 unterlag die Country Liberal Party, die mehr als verlor 20 % ihrer ursprünglichen Stimmen verlor. Damit ging die parlamentarische Mehrheit an die Labor Party im Northern Territory und auch Giles verlor seinen Sitz.

## Medienkarriere
Danach abschiedete sich Gilles als Politiker und tritt seit dem 4. Mai 2018 mit einer eigenen Sendung The Adam Giles Show auf Sky News Australia auf. Diese halbstündige Sendung wird einmal wöchentlich ausgestrahlt.
Als Giles im August 2018 ein Interview zur Immigration in Australien mit Blair Cottrell aufnahm, einem verurteilter Kriminellen und Anführer der rechtsradikalen Gruppe United Patriots Front, wurde dies in der Presse als Skandal bezeichnet. Cottrell ist in Australien u. a. auch dafür bekannt, dass er dafür plädiert, dass in jeder Schule ein Porträt von Adolf Hitler aufgehängt werden müsse. Cottrell vertrat in der Sendung die These, dass nur ausbildete Personen und Farmer aus Südafrika nach Australien einwandern dürften. Die Leitung des Senders gab im Verlauf der öffentlichen Diskussion bekannt, dass Cotrell in dem Sender künftig nicht mehr auftreten werde. Das Interview wurde schließlich nach langer öffentlicher Diskussion im Oktober 2018 gesendet.

## Verschiedenes
Als die Bundesregierung von Australien im Mai 2016 bekanntgab, dass das Wickham Point Immigration Detention Centre (deutsch: Wickham-Point-Einwanderungshaftanstalt) in der Nähe von Darwin im Northern Territory geschlossen werde, äußerte sich Adam Giles hierzu in militärischer Sprache, denn seiner Meinung nach werde durch die Aufgabe des Lagers eine „frontline of defence of northern Australia“ (deutsch: „Verteidigungslinie des nördlichen Australiens“) aufgegeben.